# Park Hilaria

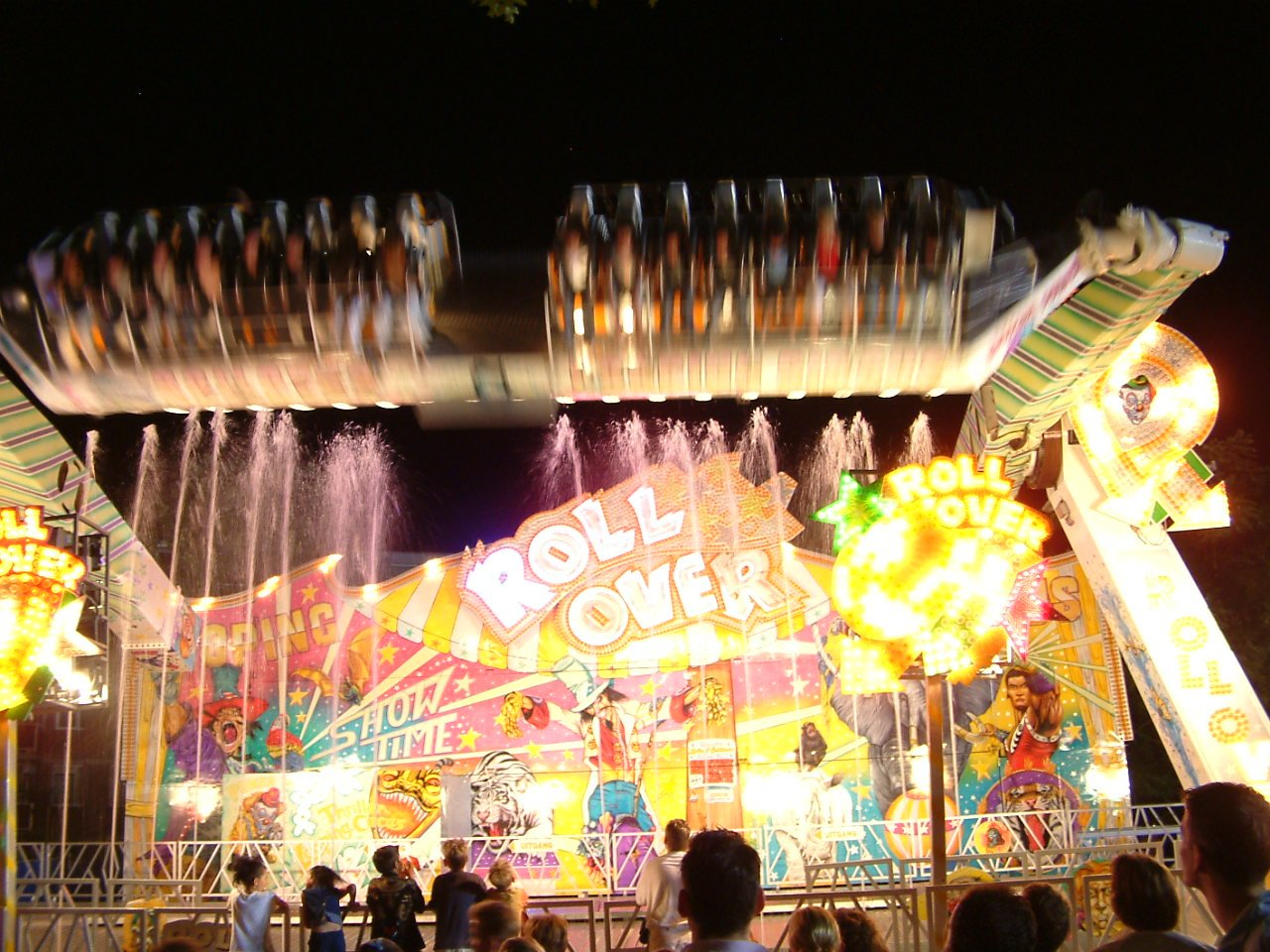
Attractie Roll Over tijdens Park Hilaria

Park Hilaria is de tiendaagse kermis in het centrum van Eindhoven. Deze kermis start op de vrijdag voor de eerste zondag van augustus(de vrijdag na de Tilburgse Kermis) en duurt tot en met de tweede zondag van augustus.
De edities van 2002 t/m 2007 duurden maar zes dagen en eindigden al op woensdag. De eerste editie van 2002 was ook maar de helft van de ruimte in gebruik, het meest zuidelijke deel.
Het is geen gangbare kermis waar bezoekers van alle kanten naar binnen kunnen, maar een "park" afgesloten met een hek en compleet met hoofdingang. Het park is echter wel gratis en is sinds 2002 te vinden aan de Kennedylaan te Eindhoven. De kermis is ongeveer één kilometer lang. In 2007 trokken bijna 500.000 bezoekers naar de kermis.
Voor 2002 was "de kermis van Eindhoven" verdeeld over zes locaties in de stad, te weten Winkelcentrum Woensel, de Woenselse Markt, het Franz Leharplein, het St. Trudoplein, het St. Gerardusplein en de Generaal Bothastraat. Op enkele van die plaatsen is er nog wel een "buurtkermisje".
Sinds 2008 is er ook theater toegevoegd aan de kermis. Cirque Boufon gaf elke dag enkele voorstellingen, waarmee een oude traditie in ere hersteld werd, aangezien vroeger circus en kermis samen rondtrokken. Het gezelschap van het Europese circustheater gaf voorstellingen in een sprookjesachtige wereld van muziek, theater, dans en spectaculaire acrobatiek, met speciale aandacht voor lichteffecten. Cirque Bouffon is opgericht in 1999 door Frédéric ‘Boul’ Zipperlin, voormalig lid van de Canadese groep Cirque du Soleil.
Net als de Tilburgse Kermis kent ook Park Hilaria een prikkelarme dag. Deze vindt plaats op maandag van 14:00 uur tot 16:00 uur.
In 2020 was er geen Park Hilaria vanwege de coronapandemie die dat jaar uitbrak. Kermissen en evenementen werden dat jaar tot 1 september verboden.

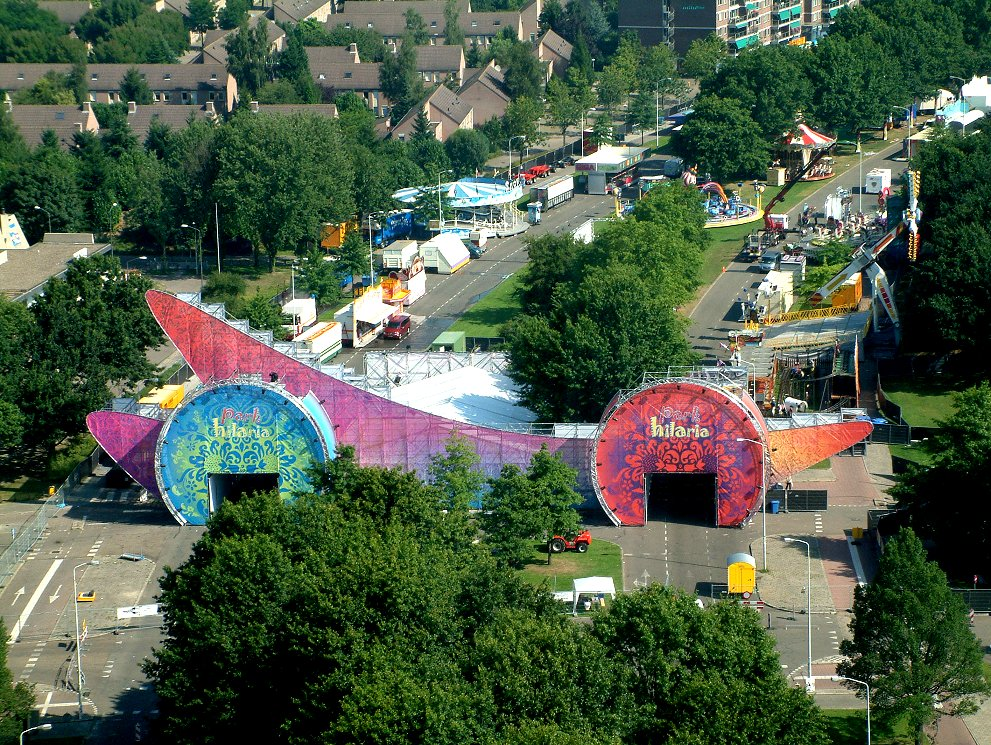
Ingang (zuidkant) in 2008
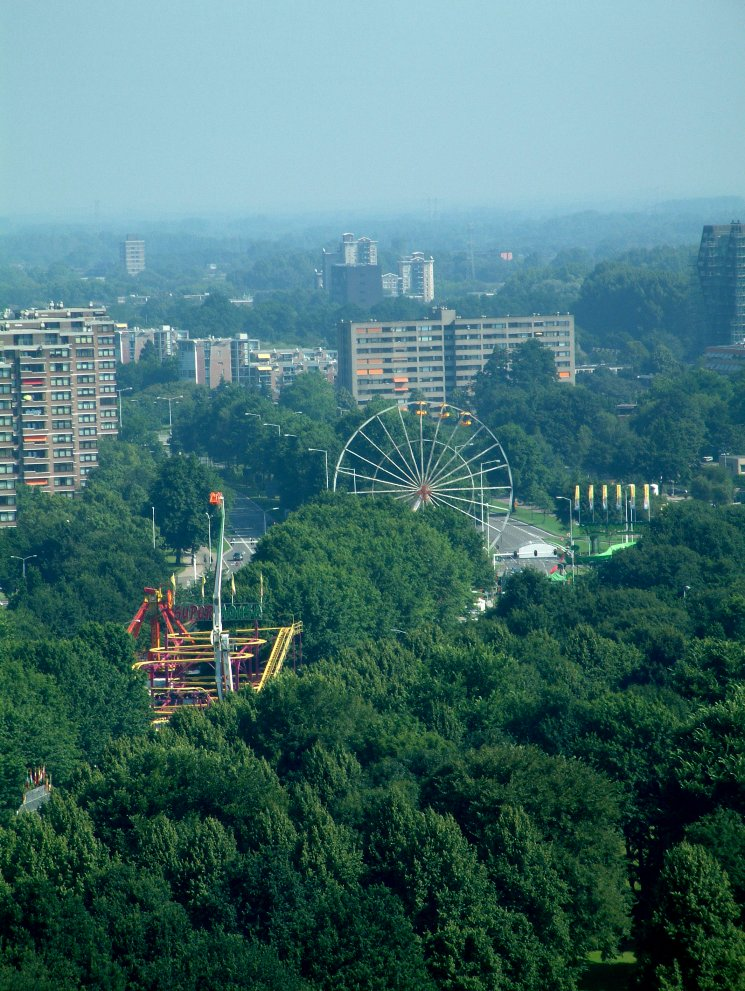
Aan het einde (noordkant) van de kermis staat het reuzenrad
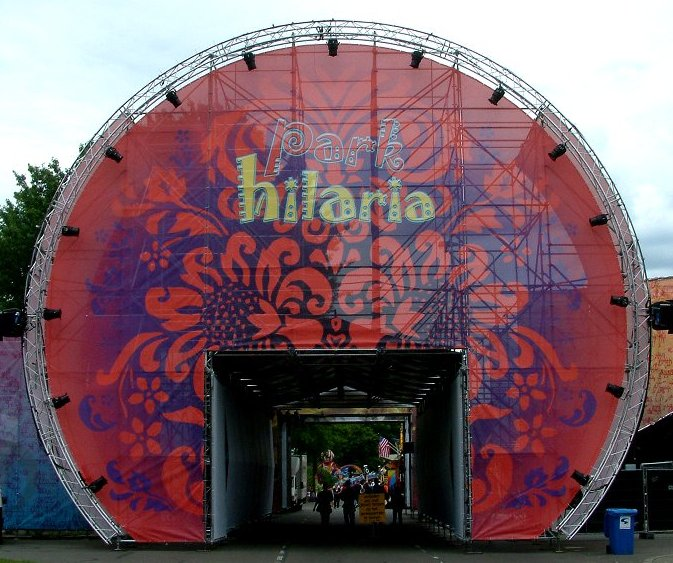
Ingang (zuidkant) in 2008
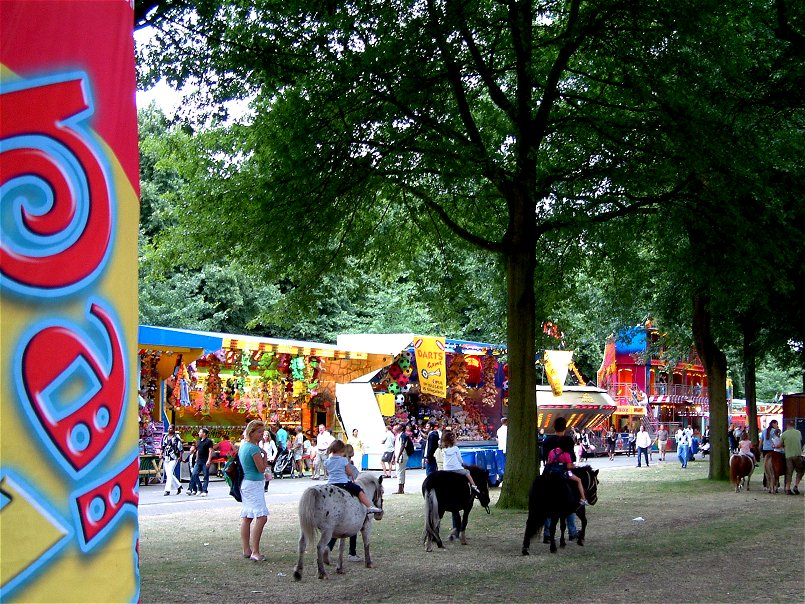
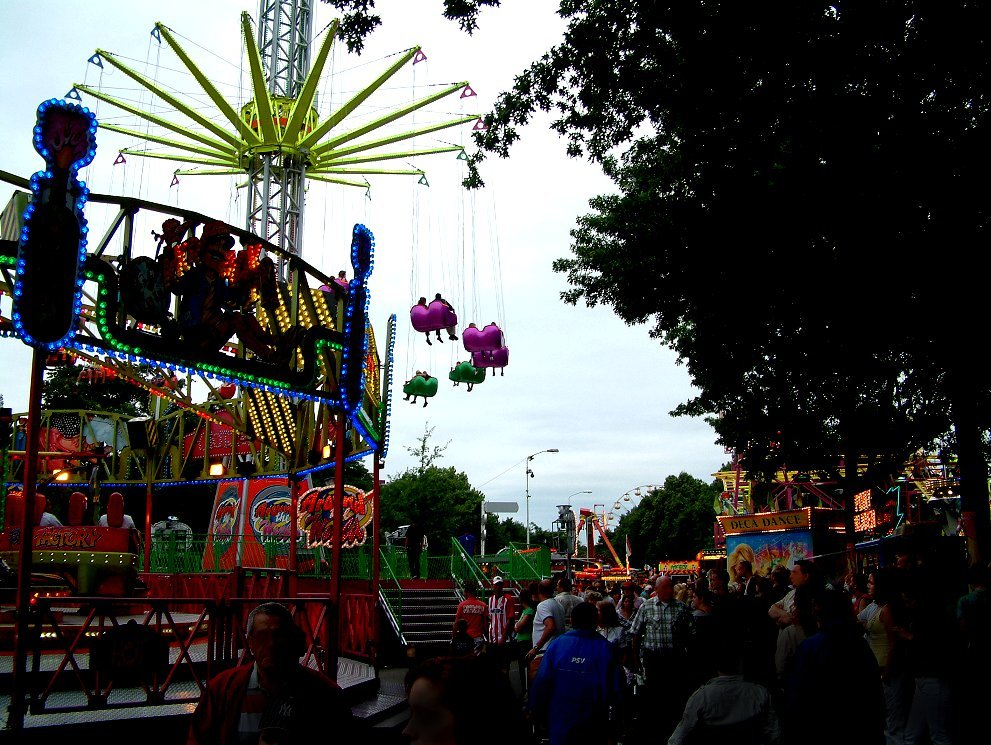
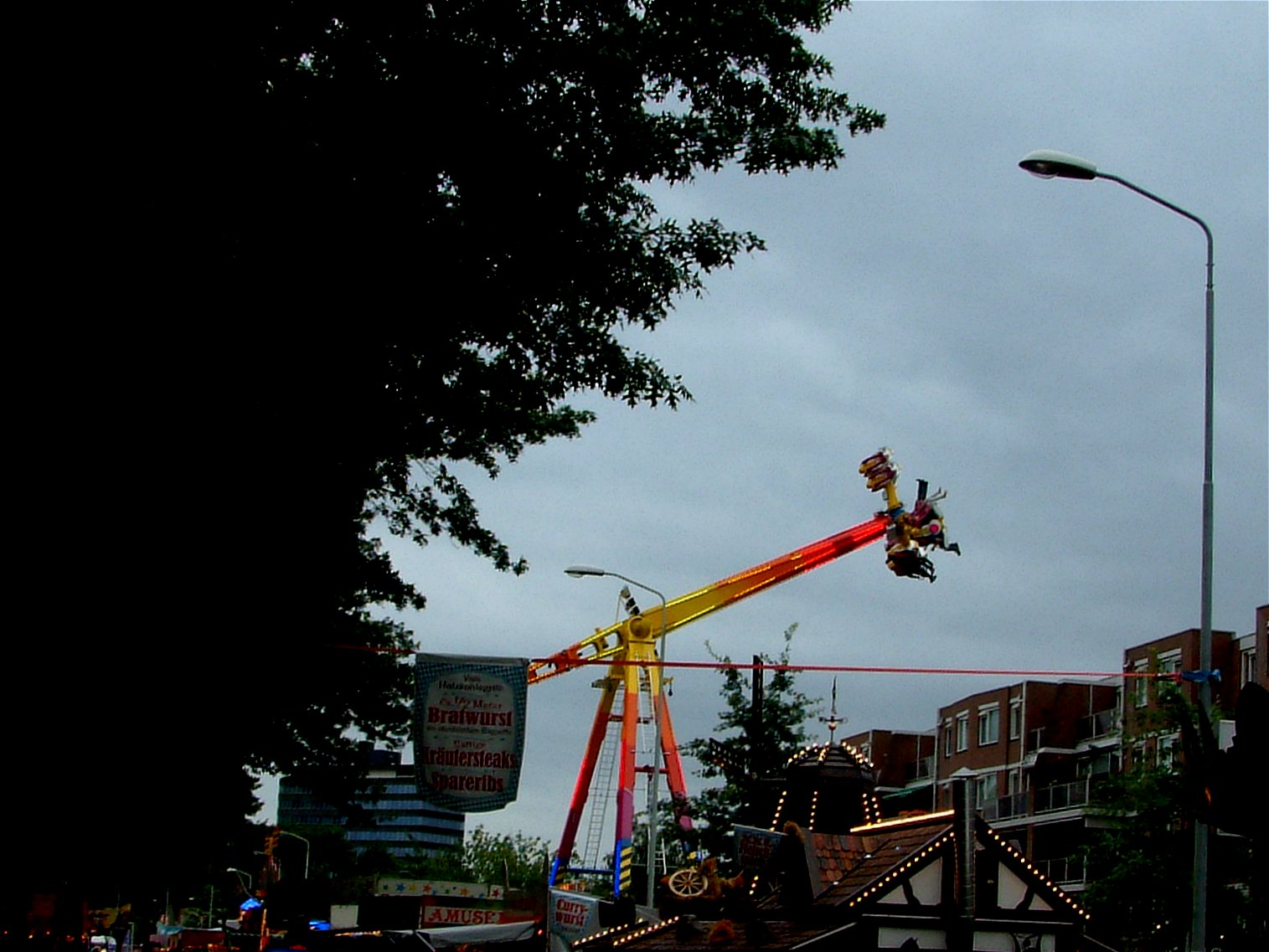
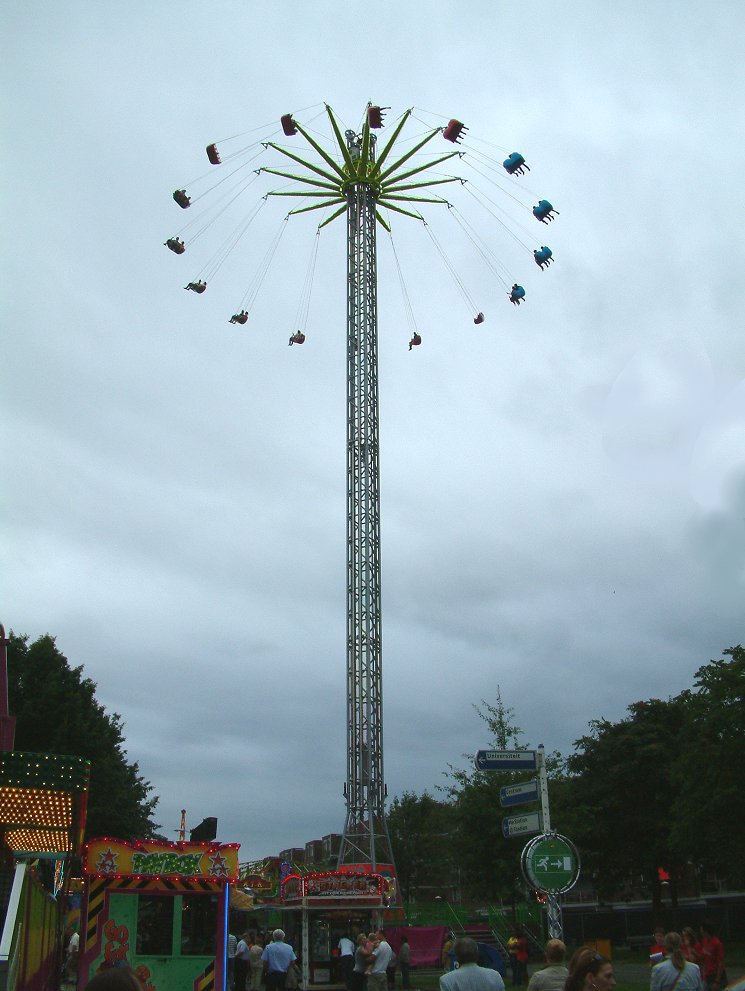
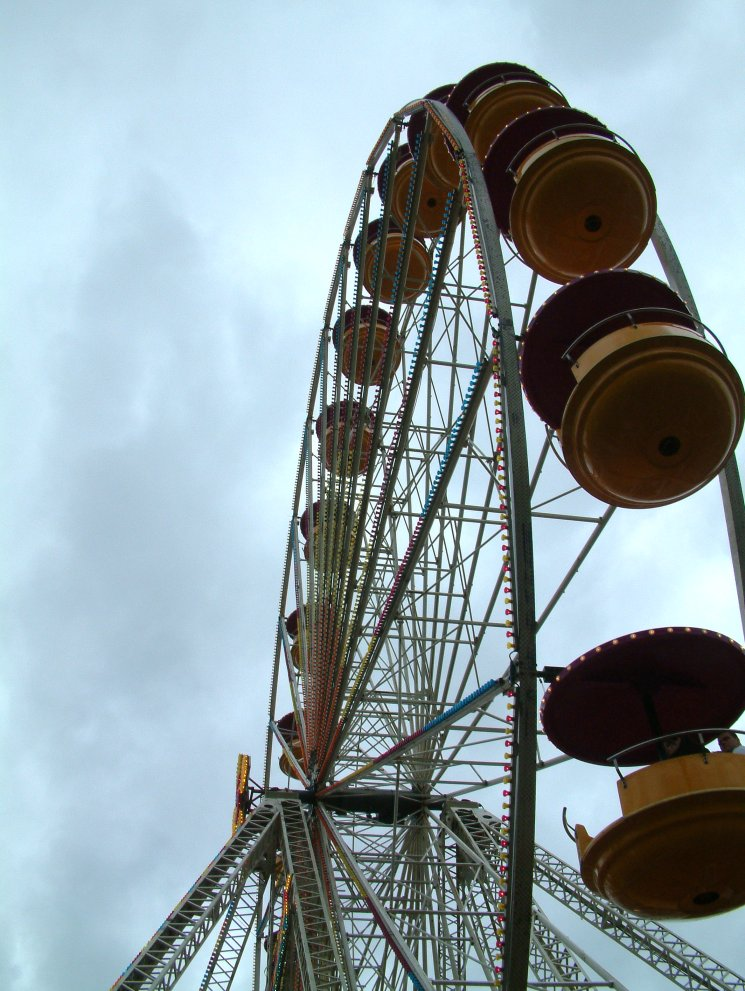
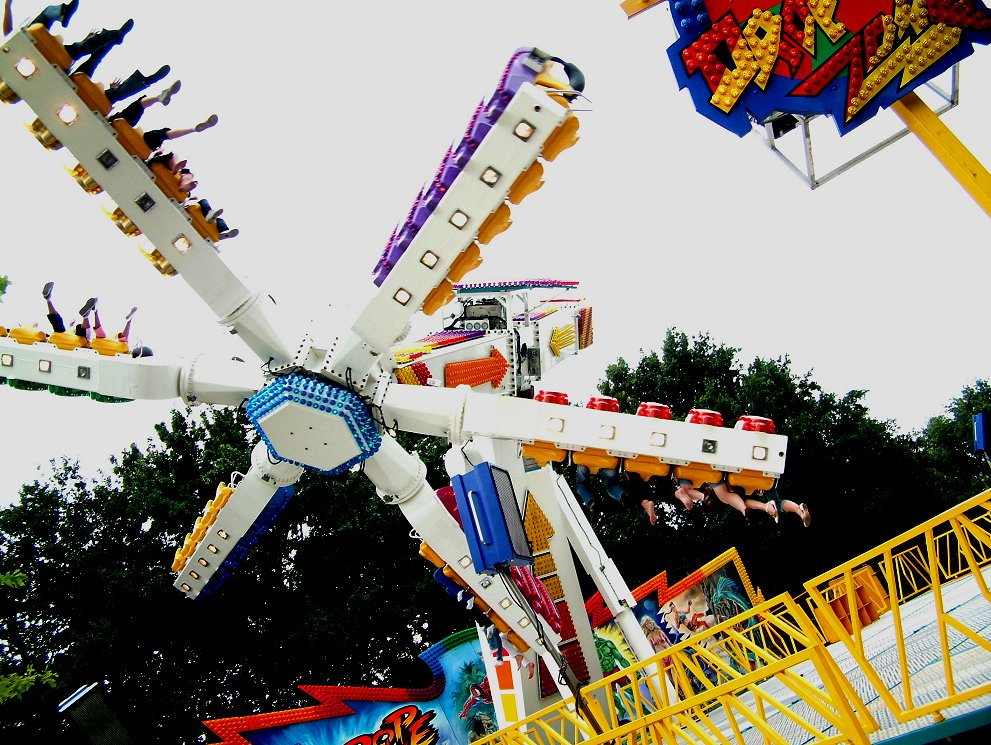